# Zhúkovka (Briansk)
Zhúkovka (ruso: Жу́ковка) es una ciudad rusa, capital del ókrug municipal homónimo en la óblast de Briansk.
En 2021, la ciudad tenía una población de 17 628 habitantes.
Se ubica unos 50 km al noroeste de la capital regional Briansk, sobre la línea de ferrocarril que lleva a Smolensk.

## Historia
Fue fundada en 1867 como poblado ferroviario de la línea de ferrocarril de Oriol a Vítebsk. Originalmente no se planeó construir una estación, sino que era una parada para mantenimiento y repostaje. En 1879-1880 se construyó la estación de Zhúkovka. Las primeras industrias que se desarrollaron en la década siguiente fueron aserraderos y una fundición de hierro; posteriormente se añadieron otras industrias, que hicieron que en 1920 alcanzase una población de unos dos mil habitantes, llegando en 1930 a cuatro mil. Debido a ello, la Unión Soviética le dio el estatus de capital distrital en 1929 y de asentamiento de tipo urbano en 1931.
En la Gran Guerra Patria, el asentamiento fue ocupado por los invasores alemanes entre 1941 y 1943. En estos años se ubicó en una zona de continuos combates, por lo que todo su entorno acabó en ruinas. Sin embargo, por su importancia estratégica ferroviaria, el asentamiento y sus alrededores fueron reconstruidos en los años siguientes. En 1962 fue declarada ciudad, y llegó a superar los veinte mil habitantes al finalizar el siglo. En 2020 pasó a ser capital de ókrug municipal, al fusionarse su ayuntamiento urbano con los nueve asentamientos rurales que había en el raión de Zhúkovka.